# Scheifling
Scheifling é um município da Áustria, situado no distrito de Murau, no estado da Estíria. Tem 57,24 km² de área e sua população em 2019 foi estimada em 2.113 habitantes.